# Democracia autoritaria
La democracia autoritaria es una forma de democracia dirigida por una élite gobernante de un Estado autoritario que busca representar los diferentes intereses de la sociedad. La democracia autoritaria también ha sido llamada democracia orgánica por algunos defensores. En uso para casos de fascismo y estalinismo también se le ha referido como democracia totalitaria.
La democracia autoritaria fue desarrollada y utilizada por primera vez por el bonapartismo. La concepción bonapartista de la democracia autoritaria se basaba en la máxima de Emmanuel Joseph Sieyès, «confianza desde abajo, autoridad desde arriba», que, según él, debe ser una autoridad ilustrada que responda a las necesidades y al clamor del pueblo.
La democracia autoritaria fue promovida por los fascistas, quienes presentaron el fascismo como una forma de democracia autoritaria. Rechaza explícitamente el concepto convencional de democracia como en una democracia mayoritaria que asume la igualdad de los ciudadanos. El concepto de democracia autoritaria en el fascismo fue desarrollado por el teórico político fascista italiano Giovanni Gentile y utilizado por el líder fascista Benito Mussolini. Los nazis apoyaron el concepto de democracia autoritaria. La Falange cuasifascista de Francisco Franco en la España nacionalista promovió el concepto, pero lo llamó democracia orgánica, basada en plebiscitos nacionales emitidos por el gobierno español al pueblo español...

## Variantes

### Fascista y cuasifascista
Los movimientos fascistas abogan por una forma de democracia que aboga por el gobierno de los más calificados, en lugar del gobierno por una mayoría de miembros.
Maurice Barrès, quien influyó enormemente en las políticas del fascismo, esgrimía que la verdadera democracia era una democracia autoritaria mientras rechazaba la democracia liberal, catalogándola como un fraude. Barrès afirmaba que la democracia autoritaria implicaba una conexión espiritual entre un líder de una nación y el pueblo de la nación, y que la verdadera libertad no surgía de los derechos individuales ni de las restricciones parlamentarias, sino a través del «liderazgo heroico» y el «poder nacional».
En los regímenes fascistas y cuasifascistas que gobernaron Italia, Rumanía y España desde la década de 1920 hasta la de 1970, la democracia autoritaria se promovió como una alternativa a la democracia liberal, la democracia multipartidista fue desmantelada y reemplazada por la representación corporativista de grupos estatalmente autorizados que congregarían a la gente en grupos de interés para dirigirse al Estado, el cual de esa manera actuaría en interés de la voluntad general de la nación y ejercería una forma ordenada de gobierno popular. : 4–5  Los fascistas italianos argumentaban que esta democracia autoritaria es capaz de representar los diferentes intereses de la sociedad que asesoran al Estado para que este actúe en interés de la nación. En contraste, denunciaban a la democracia liberal por no ser verdaderamente democrática: desde la perspectiva fascista, las elecciones y los parlamentos son incapaces de representar los intereses de la nación porque agrupan a individuos con poco en común en distritos geográficos para votar por una variedad de partidos que los representen, lo que resulta en poca unanimidad en términos de intereses. Desde esta perspectiva, las elecciones multipartidistas de la democracia liberal simplemente sirven como un medio para legitimar el gobierno de la élite sin atender los intereses de la voluntad general de la nación. : 4 
Hitler denunció la democracia electoral parlamentaria y pluralista, pero invocaba repetidamente la democracia para describir el nazismo, y pidió una «democracia germánica», diciendo que «el nacionalsocialismo es la verdadera realización de la democracia» y que «Los alemanes salvajes somos mejores demócratas que otras naciones». El ministro de propaganda de la Alemania nazi, Joseph Goebbels, describió al nazismo como una democracia autoritaria el 31 de mayo de 1933 en un discurso ante la prensa. El teórico político nazi Walter Gerhart afirmó que el concepto de democracia autoritaria es capaz de vincular la autoridad con la voluntad popular, lo que sería la antítesis de la democracia liberal que, según él, carecía de autoridad y dividía a la gente en una sociedad atomista. Yaakov Talmón identifica el nazismo como promotor de una «democracia totalitaria», mientras que W. Martini lo identifica como una «hiperdemocracia». Lo que Martini afirma es que el régimen nazi apelaba directamente a las masas, sin los controles y equilibrios institucionales y sociales de la democracia liberal. 